# Giải Khí cầu đốt lửa bạc
Giải Khí cầu đốt lửa bạc (tiếng Pháp: Montgolfière d'argent) là giải thưởng hạng nhì của Liên hoan phim ba châu lục dành cho phim tham dự liên hoan này. Giải này được lập ra từ năm 1992.
Dưới đây là danh sách các phim đoạt giải:
| Năm  | Phim                        | Tên gốc                 | Đạo diễn                            | Nước               |
| ---- | --------------------------- | ----------------------- | ----------------------------------- | ------------------ |
| 1992 | Kairat                      | Kairat                  | Darejan Omirbaev                    | Bản mẫu:Kazakhstan |
| 1993 | Sara                        | Sara                    | Dariush Mehrjui                     | Bản mẫu:Iran       |
| 1994 | Auguste, l’Anglais          | English, August         | Dev Benegal                         | Ấn Độ              |
| 1995 | Ronde de flics à Pékin      | Minjing Gushi           | Ning Ying                           | Trung Quốc         |
| 1996 | Chronique d’une disparition | Segell Ikhtifa          | Elia Suleiman                       | Bản mẫu:Palestine  |
| 1997 | Retour à Van-Ly             | Ai xuôi Vạn-lý          | Lê Hoàng                            | Việt Nam           |
| 1998 | Aksuat                      | Aksuat                  | Serik Aprymov                       | Bản mẫu:Kazakhstan |
| 2000 | Le garçon et le soldat      | Koudak va sarbaz        | Seyyed Reza Mir-Karimi              | Bản mẫu:Iran       |
| 2001 | Dekha                       | Dekha                   | Goutam Ghose                        | Ấn Độ              |
| 2002 | L’examen                    | Emtehan                 | Nasser Refaie                       | Bản mẫu:Iran       |
| 2003 | Khamosh Pani                | Khamosh Pani            | Sabiha Sumar                        | Bản mẫu:Pakistan   |
| 2004 | Bombón el Perro             | Bombón el Perro         | Carlos Sorin                        | Argentina          |
| 2005 | ex æquo Un jour parfait     | A Perfect Day           | Joana Hadjithomas et Khalil Joreige | Bản mẫu:Lebanon    |
| 2005 | ex æquo Au revoir Midori    | Sayonara Midori-chan    | Tomoyuki Furuyama                   | Nhật Bản           |
| 2006 | Entre-temps                 | Mientras tanto          | Diego Lerman                        | Bản mẫu:Argentine  |
| 2007 | Bunny Chow Know Thyself     | Bunny Chow Know Thyself | John Barker                         | Nam Phi            |
| 2008 | Bingaï                      | Bingaï                  | Feng Yan                            | Trung Quốc         |